# 森本伸樹
森本 伸樹（もりもと のぶき、1887年（明治20年）5月1日 - 1969年（昭和44年）10月27日）は、大日本帝国陸軍軍人。最終階級は陸軍少将。功三級。日本軍における対ソ歩兵戦闘の第一人者として知られた。

## 経歴
高知県出身。陸軍士官学校第19期卒業。1918年（大正7年）6月に陸軍歩兵大尉に進級し、1924年（大正13年）8月に陸軍歩兵学校教官同校研究部部員に就任した。1925年（大正14年）3月に陸軍歩兵少佐に進級し、1927年（昭和2年）7月に歩兵第34連隊大隊長に着任した。大隊長時代には山東出兵に出動した。1930年（昭和5年）8月、陸軍歩兵中佐進級と同時に歩兵第6連隊附となり、1931年（昭和6年）8月に陸軍歩兵学校教導大隊長兼同校研究部部員に就任し、1932年（昭和7年）3月に陸軍歩兵学校教導隊附兼同校研究部部員に転じた。
1933年（昭和8年）8月に陸軍歩兵学校教官に就任し、1935年（昭和10年）8月に陸軍歩兵大佐に進級、1936年（昭和11年）8月に歩兵第26連隊長（第7師団・歩兵第13旅団）に着任した。1938年（昭和13年）7月15日に陸軍少将進級と同時に歩兵第37旅団長（朝鮮軍・第19師団）に着任し、張鼓峰事件が勃発すると、日本軍に対して数倍の戦力の空陸呼応したソビエト連邦軍の猛攻撃に抗戦し停戦まで持ちこたえた。1940年（昭和15年）3月9日に待命となり、3月30日に予備役に編入された。